# Chang Sisi
Chang Sisi (Chino: 常 思思, pinyin: Cháng Sisi, nacida el 6 de mayo de 1987) es una cantante china.

## Biografía
Chang nació en Jinan, provincia de Shandong en 1987. Ella fue aceptada en el Conservatorio de Música de China en 2005. Estudió música bajo las tutelas de Jin Tielin y Liu Chang. En marzo de 2008, se unió al "Chinese People's Liberation Army Naval Song and Dance Troupe".

## Discografía
| Año  | Obras        | Premios                                                  | Ganadores | Comentarios |
| ---- | ------------ | -------------------------------------------------------- | --------- | ----------- |
| 2004 |              | 第十一届全国青年歌手电视大奖赛北京赛区业余组三等奖第一名 | Ganador   |             |
| 2004 |              | 获第十一届全国青年歌手电视大奖赛银屏歌手奖               | Ganador   |             |
| 2005 |              | 全国大学生校园歌手比赛金奖及最佳组合奖                   | Ganador   |             |
| 2006 |              | 第十二届全国青年歌手电视大奖赛北京赛区三等奖第一名       | Ganador   |             |
| 2007 |              | 第六届中国音乐金钟奖民族唱法银奖                         | Ganador   |             |
| 2008 |              | 第十三届全国青年歌手电视大奖赛民族唱法铜奖第一名         | Ganador   |             |
| 2009 |              | 第七届中国音乐金钟奖民族唱法银奖                         | Ganador   |             |
| 2010 |              | 第十四届全国青年歌手电视大奖赛铜奖第一名                 | Ganador   |             |
| 2011 |              | 第八届中国声乐金钟奖民族唱法金奖                         | Ganador   |             |
| 2012 | 《如意东方》 | “五个一工程奖”                                           | Ganador   | [ 2 ]       |